# تايغيتا (نجم)

أسماء ألمع نجوم الثريا ومن ضمنها تايغيتا.

تايْغِيتا (بالإنكليزية: Taygeta) ويُشار إليه أيضاً بـ"الثور 19" كتسمية دلالية (ولا يوجد له اسم عربي)، هو سادس ألمع نجم في [[عنقود الثريا النجمي]] والذي يقع في كوكبة الثور. وحسب الميثولوجيا الإغريقية، تايغيتا هي إحدى الشقيقات السبع التي تمثل الثريا، ووالداها هما أطلس وبلييُوني. القدر الظاهري لتايغيتا هو +4.3، وهو نجم ساخن من نوع "B6" حيث تبلغ حرارته السطحية 13,400 كلفن. إجمالي ضياء النجم (بعد استثناء تأثيرات الغبار حوله والنجم المضاعف) هو 750 ضياءً شمسياً. ويُظهر طيفه أنه نجم مضاعف، حيث يملك رفيقاً آخر قريباً منه، ويُتمّان دورة حول بعضهما كل 3.60 سنة. الرفيق الألمع يبلغ ضياؤه 600 ضياء شمسي والآخر 150. ويَملك الأول كتلة حول 4.5 والآخر حول 3.2 كتلة شمسية. وبما أن تايغيتا قريب من مسار الشمس فالقمر يحجبه أحياناً. ومتوسط المسافة التي تفصل بين النجمين هي 4.6 وحدة فلكية، وقد تم الكشف عنها بواسطة حجب القمر لهما. يَملك النجم الرئيسي سرعة دوران محوري عند خط استوائه تبلغ 133 كم/ث، وبما أن نصف قطره يبلغ 4.5 نصف قطر شمسي فيجب أن تكون مدة دورانه حول نفسه (بالأحرى "يومه") أقل من 1.7 يوم. وأيضاً يقع رفيق آخر هو قزم أبيض من القدر الثامن على بعد ظاهري يُعادل أكثر من دقيقتين قوسية من النجم الرئيسي، وربما يكون من نوع "F0". وإذا كان مُرتبطاً فعلاً بالنجم المضاعف (وهو على بُعد يَسمح له بأن يُفلت من النجم المضاعف أو أن يكون منفصلاً أصلاً) فقطر مداره هو على الأقل 9,000 وحدة فلكية، وتبلغ مدة دورانه على الأقل 300,000 سنة. لكن بالرغم من أنه من المشكوك بكون هذا النجم مُرتبطاً بالنجم المضاعف، إلى أنه من الواضح والمؤكد أن النجم المضاعف مرتبط جذبوياً.